# 坂井貴文
坂井 貴文（さかい たかふみ、1954年 - ） は、日本の生物学者。埼玉大学学長。専門は内分泌学で、下垂体研究会吉村賞受賞。

## 人物・経歴
東京都練馬区生まれ。父はニワトリのヒナの雌雄鑑別士で、母は茶舗を経営していた。小学校2年から埼玉県の村、小学校3年からは群馬県で過ごし、1977年群馬大学教育学部卒業。1978年群馬大学教育専攻科修了、物理担当の川口市立高等学校教諭（定時制）。熊谷市の公立高等学校教諭を経て、1988年群馬大学内分泌研究所技術員。1989年群馬大学文部技官。1991年群馬大学内分泌研究所助手。1992年群馬大学医学博士。1994年埼玉大学理学部講師。1995年埼玉大学理学部助教授。1998年アメリカ国立衛生研究所アメリカ国立がん研究所客員研究員。2003年埼玉大学理学部教授。2006年埼玉大学大学院理工学研究科教授。2012年埼玉大学理学部長。2014年埼玉大学大学院理工学研究科長。同年日本下垂体研究会吉村賞受賞。2016年埼玉大学図書館長。2018年埼玉大学理学部長。2019年埼玉大学大学院理工学研究科長。2020年埼玉大学学長、埼玉県ユニセフ協会会長、埼玉経済同友会特別会員、さいたま観光国際協会理事、埼玉県国際交流協会評議員。2021年浦和駅周辺まちづくりビジョン有識者懇話会委員。専門は内分泌学。